# Accademia degli Insensati
L'Accademia degli Insensati è stata un'istituzione linguistico-letteraria, attiva in Perugia dal 1561 al secondo decennio del Settecento, frequentata inizialmente soltanto da letterati e nobili locali. Nonostante l'intento da parte degli adepti di commentare le opere del Petrarca e ragionare sulle «spirituali certezze», «al di là della barriera dei sensi» - da cui il nome -, il sodalizio era ancora un piccolo cenacolo culturale.  Poi, durante la conduzione del rimatore e teorico della letteratura Cesare Crispolti (1605-1620), si orientò verso traguardi di maggiore rilevanza. I programmi degli associati prevedevano anche argomentazioni di filosofia morale e di estetica: gli associati aumentarono, furono stabiliti frequenti contatti con l'ambiente accademico di Roma, e vi fecero parte importanti poeti quali Battista Guarini, Giuseppe Sannazzaro e Torquato Tasso.

## Storia
Le accademie italiane, fin dalla loro nascita, furono cultrici delle belle lettere, della perfezione e raffinatezza delle espressioni letterarie linguistiche, dell'eleganza esteriore delle composizioni in versi o in prosa anche in latino. La loro attività interessò ogni settore del mondo umanistico e scientifico, pur non riuscendo a creare una corrente particolare che facesse scuola. Solo le accademie "madri" di Siena (i Rozzi e gli Intronati) contribuirono all'introduzione di una tendenza letteraria per il fatto di essere state i primi esempi del genere e le successive istituzioni sorsero sul loro modello.
Nell'Italia Centrale, la città di Perugia, nello Stato Pontificio, diede un apporto all'espansione accademica con la nascita, dal 1546, dei  Tranquilli, degli Scossi, degli Atomi e degli Unisoni, che, nel 1561, si fusero nell'accademia degli Insensati.
Il principe degli Insensati Leandro Bovarini (detto il Furioso) scelse come impresa una schiera di gru volanti sopra il mare, aventi ciascuna un piccolissimo sasso nella zampa. Il suo significato simbolico veniva interpretato nel seguente modo: siccome le gru ancorché abbiano il peso del sasso s'innalzano tuttavia, e volano sopra il mare, così essi Accademici, quantunque siano aggravati dal peso della parte sensitiva, la quale sempre tira al basso col desiderio delle cose terrene, nondimeno si ergono colla contemplazione alle cose celesti, e divine, e trapassando il mare di questo mondo, sicuramente s'innalzano al cielo con la terrena forma; epperò chiamansi Insensati, cioè non sensuali.
Gli Insensati adottarono curiosi nomignoli, tra i quali il Sonnacchioso pare fosse il più ambito. Lo statuto era depositato presso la chiesa perugina di San Filippo Neri. Il principe, eletto a scrutinio segreto, nominava poi il viceprincipe, il segretario, i censori e gli altri responsabili. I membri, come nelle accademie senesi, potevano scrivere le proprie opere sui temi permessi e pubblicarle dopo aver ricevuto il consenso dei censori. Il protettore celeste degli Insensati era san Mattia apostolo, quelli terreni due eminenti alti funzionari della Santa Sede, i cardinali Bonifazio Bevilacqua Aldobrandini e Carlo Emmanuele Pio di Savoia.

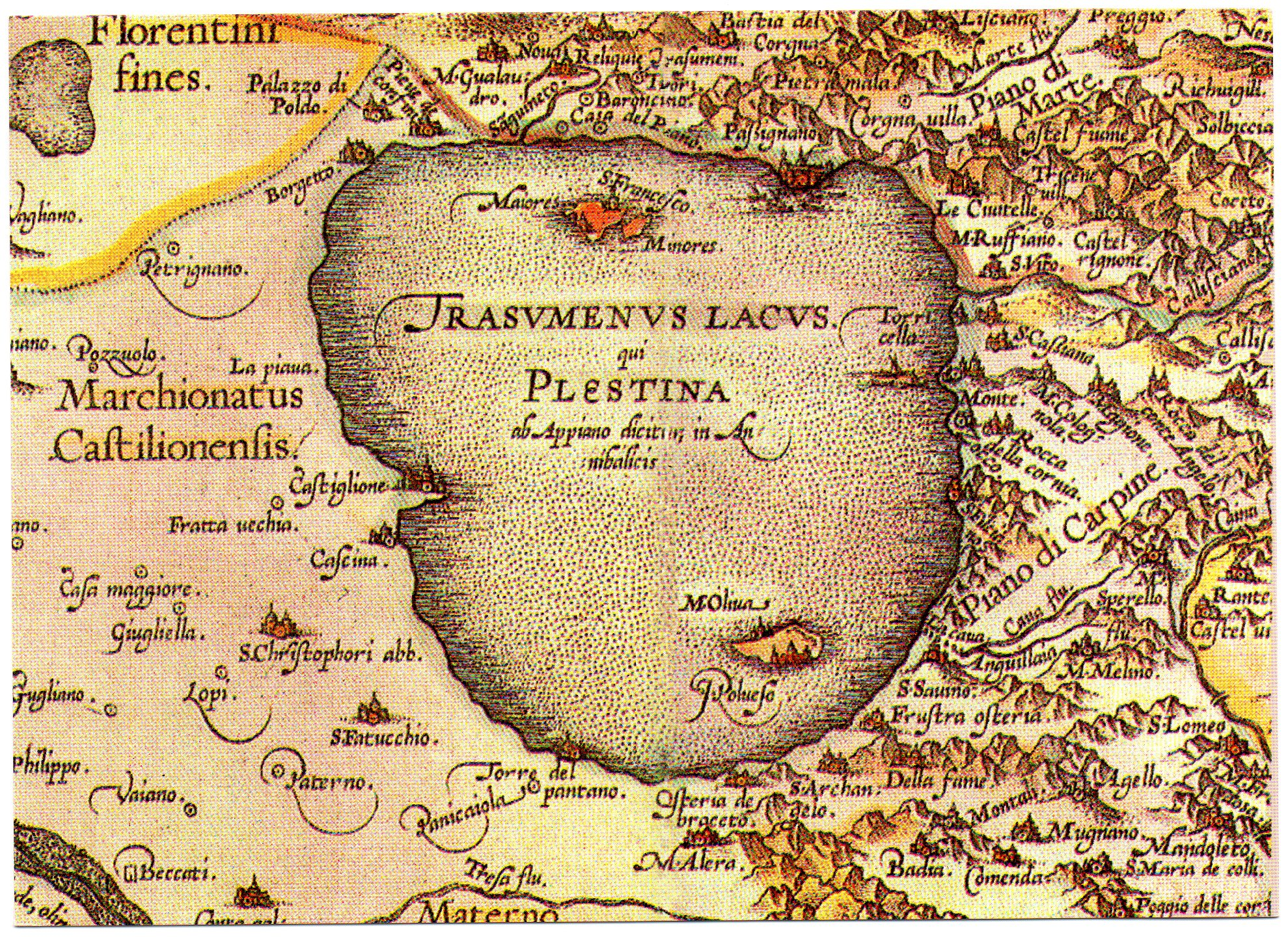
Il marchesato di Castiglione del Lago con l'indicazione del borgo di Valiano

L'accademia, nei primi tempi di vita, non disponeva di una sede fissa e il principe convocava le assemblee nelle abitazioni messe a disposizione dai consociati. Il marchese di Castiglione del Lago Ascanio II della Corgna era solito organizzare riunioni notturne nelle tre stanze segrete del suo palazzo, coadiuvato dal poeta burlesco Cesare Caporali e dal segretario di corte Scipione Tolomei. Gli eredi dell'accademico Luciano Pasino cedettero, in seguito, agli Insensati una villa di loro proprietà nel borgo di Valiano, uno degli ultimi baluardi del sistema difensivo perugino, passato poi alla repubblica di Firenze, ma ai confini con il marchesato di Castiglione del Lago, feudo dello Stato della Chiesa: vi si possono ancora vedere le imprese degli adepti affrescate nella sala in cui si adunavano.Un altro accademico della seconda metà del XVI secolo fu il conte perugino Angelo degli Oddi, detentore  tra l’altro del feudo di Laviano, vicino Valiano e possibile altro scenario nelle riunioni dei membri. Come il trisavolo, pure il conte Angelo degli Oddi, (1654-1704) fece parte dell’Accademia, ricoprendone la carica di principe.
L'operosità dell'accademia conobbe del Seicento una fase ascendente, tanto che il suo sodalizio letterario godette di una certa considerazione. Ricoprirono la carica di principe:  Ottaviano Platoni (1592), Ascanio II della Corgna (1596), Leandro Bovarini (1602), Cesare Crispolti (1605), Cesare Meniconi (1620), Girolamo Bigazzini (1628), Scipione Della Staffa (1639), Giulio Farnese (1692), il conte Angelo degli Oddi e, l'ultimo, Niccolò Montemelini (1707). L'accademia fece pubblicare in Perugia , nel 1616, una raccolta di composizioni latine dei suoi affiliati e un'altra in italiano, nel 1698, intitolata Capricci italiani. Gli scrittori che editavano le loro opere dichiaravano sul frontespizio l'appartenenza alla congregazione e l'autorizzazione ricevuta dal principe.
Luigi Bonazzi formulò un severo giudizio sull'opera degli Insensati, asserendo che in tutte le accademie le umane lettere venivano coltivate in misura contraria a quello che era il loro impegno sociale, e utilizzate come strumento esteriore per la tessitura di lodi da rivolgere ai personaggi più diversi. Lo storico perugino considerava Francesco Beccuti, detto il Coppetta, e il Caporali aggregati piuttosto che allievi del sodalizio, fabbrica privilegiata di poesie convenzionali in cui veniva qualificato come Omero chi aveva la sventura di diventare cieco e si attendeva con ansia la scomparsa di un collega per potergli dedicare un'orazione funebre in latino.
All'inizio del secolo XVIII l'attività dell'accademia cominciò a diminuire fino ad estinguersi nel 1725. Il camaldolese padre Cannuti tentò inutilmente di far rivivere gli Insensati e così fece, nel 1774, Luigi Pacifico Pascucci, nuovo proprietario della villa del Vaiano. Agli Insensati si sostituirono gli Augusti che, però, non riuscirono a rinnovare il prestigio della scomparsa accademia.
Le indagini archivistiche effettuate della storica dell'arte Laura Teza l'hanno indotta a individuare nel Ragazzo che monda un frutto del Caravaggio (il dipinto originale è scomparso, ne esistono alcune copie) un'accezione che oltrepassa la sua valenza naturalistica. Il "mondafrutto" compare documentato nella raccolta di Cesare Crispolti, autorevole principe degli Insensati, le cui rime erano schierate con i personaggi mondani e metaforici della prima produzione caravaggesca a Roma. Il giovane del dipinto sarebbe, pertanto, un emblema della sua formazione irreprensibile, secondo i dettami pedagogici stabiliti dalla Controriforma.